# Боклёв, Ян
Ян Боклёв (швед. Jan Mauritz Boklöv; род. 14 апреля 1966 года в Елливаре) — шведский прыгун с трамплина, победитель Кубка мира 1988-89. Один из первых спортсменов успешно применивший так называемый «V-стиль» в прыжках, благодаря чему его иногда называют «стиль Боклёва».

## Карьера
В 1985 году Боклёв дебютировал на высшем уровне, выступив на чемпионате мира в Зефельде. Там он занял 39-е место на большом трамплине и стал 48-м на нормальном трамплине.
В конце 1986 года дебютировал на Кубке мира. В первом старте, которых прошёл в Оберхофе швед занял 12-е место. Тогда же он продемонстрировал принципиально новую технику прыжка. Тренируясь на домашнем трамплине в Фалуне Боклёв заметил, что изменение положения корпуса и лыж в полётной фазе может существенно увеличить дальность прыжка. Он придумал разводить носки лыж таким образом, чтобы прыгун в полёте напоминал латинскую букву «V». Данный стиль получил название «V-стиль» или «стиль Боклёва».
Первоначально судьи боролись с данной техникой, считая разведение лыж технической ошибкой. Боклёв, прыгавший новым стилем, показывал лучшую дальность, но получал низкие (порядка 14-15 баллов) оценки за технику исполнения прыжка.
В 1988 году Боклёв дебютировал на Олимпийских играх, но его выступление в Калгари успешным не стало — в личных видах он стал 18-м и 28-м, а шведская команда заняла седьмое место. В марте того же 1988 года швед впервые добрался до подиума этапа Кубка мира. На знаменитом лахтинском трамплине Salpausselkä он дважды занял второе место, оба раза уступив Матти Нюканену.
Сезон 1988/1989 годов стал для шведа наиболее успешным в карьере. В этом сезоне швед одержал все свои пять побед, ещё трижды был третьим, что позволило ему выиграть общий зачёт Кубка мира.
В дальнейшем карьера Боклёва пошла на спад. Ян не был изобретателем V-стиля, до него таким способом пытались прыгать чех Иржи Малец (en) и поляк Мирослав Граф. Однако именно достижения Боклева привлекли пристальное внимание к новой технике. Проведенные исследования показали, что данная техника даёт прирост при прочих равных условиях 10 % и более в дальности прыжка. С началом 1990-х годов V-стиль стал повсеместно принятым у прыгунов. Сам Боклёв вспоминал, что причина смены стиля была практически случайной. Его слабые паховые мышцы обуславливали манеру прыжка с разведёнными концами лыж.
После того, как многие прыгуны начали копировать стиль Боклёва он потерял своё конкурентное преимущество и начал проигрывать более сильным противникам.
Без особого успеха швед выступил на Олимпиаде в Альбервиле. В личном первенстве он стал 47-м, а в командном шведы стали девятыми. Через год после Игр, в январе 1993 года Ян Боклёв завершил спортивную карьеру.